# Kürt (Sárköz)
Kürt vagy Kürtösről szóló jó írott anyag mellett mindössze egyetlen olyan helynévről tudunk, mely a település nevére utal, azt is meglehetősen távol Kürtös feltételezett helyétől. A mai alsónánai határban, a belterület északkeleti végénél lévő magaslatot nevezik Kürtös hegynek. Ezt a helyi szájhagyomány sajátos módon összeköti másik két magaslat, a nyéki határ közelében lévő Kesztöc és Klokocsek nevével. Elmondás szerint valaha ez a terület „Kesztőc és Klokocsek vezérek vadászterülete volt. A vadászkürtöt a Kürtös tetőn fújták meg. Mindhárom domb: Kürtös, Klokocsek és Kesztőc azonos magasságú és könnyen beláthatók egymásról.” Ez arra utal, hogy noha a nevek több évszázadon át fennmaradtak a háromszori népességcsere eredményeként eredetük teljesen feledésbe merült.
Érdekes módon Kürt, Kürtös vagy Kürtösre utaló név a középkorra vonatkozóan nem bukkan fel sehol. Csánki sem ismeri és a későbbi forrásokból is csak annyi derül ki egyértelműen, hogy beletartozott a délnyugat sárközi falvak körébe és nagy valószínűséggel nem a síkon, hanem a dombszélen, vagy a dombok közötti völgyek valamelyikében lehetett. A bátai apátság  Sárközben és környékén lévő birtokairól 1535-ben készített összeírásban Kürtös neve nem szerepelt, de 1558-59-ben mint a „kesztölci káptalanhoz” tartozó, Szigetvár számára újonnan meghódított falu került fel a jegyzékre évi 14 forint adóval. 1560-tól már mint a titeli káptalan volt birtokát adóztatják, 1561-ben és 1565-ben a lakott telkek száma 7, a puszta telkeké 1, illetve 3. Egy-egy telkes jobbágyra 2 Ft cenzus jut. 1561-ben Zila Bálint szolgáltatott egy keresztet. Sarok Máté szolgáltatott egy kereszt búzát. 1564-ben a szigetvári várhoz tartozóként írták össze a dikális jegyzékben, két portával.
A török defterekben 1554-ben jelenik meg először, mint szultáni hass birtok a szászi náhié adózó falvai között 4 fő adózóval. Ez a bejegyzés Kürtnek nevezi, de előtte Apáti mellett Kürtös néven is találunk 16 adózót. 1556-ban ismét a szászi náhié összeírásában 15 fővel szerepel újból Apáti és Nyirszó társaságában. 1565–1566-ban a hass birtokok között szerepel: 15 lakos adója 79 kereszt búza volt, mely 1580 akcsét tett ki. 20 küti, 15 tolnai, 25 bátai, 6 szeremlei, 13 beneki, 2 szent-mártoni, 8 orosi lakos után 8420 pint mustot adtak 40964 akcse értékben. Sertésadó  20, kaszaadó 37, egy kereszt árpa 12, faadó 6148, 12 kapu után az iszpendse 850, kertadó 34, kenderadó 11 és a átadva 500 akcsére rúgott, mely összesen 46240 akcsét tett ki. Néhány évvel később, 1572-ben az új defter szerinti fejadó defterben a szekszárdi kerület összeírásában Kürdként jegyezték fel, ekkor 19 adózóval.
A település helyének meghatározása nehéz. Az 1627. évi birtokfelsorolás azt mondja, hogy „Kürtös, közel Mórágyhoz, jó falu ráczok lakják.” A bátai apátság egykori birtokai ügyében tartott pozsonyi tanúkihallgatáson 1669-ben azt vallja a két bátai és egy-egy decsi és nyéki tanú, hogy „Kürtös Mysko (Nyirzó?) és Sziács között vagyon, Rácok lakják, pécsi püspök úr bírja.” Egy 1671-es levélben pedig az áll, hogy „az Kürtösi Ráczok is azt mondják, hogy a mórágyiakkal egy úr bírja őket.” Tehát Kürtöst elsősorban Kismórágytól délre levő terepszakaszon kell keresni.